# Kup Srbije u vaterpolu
Kup Srbije u vaterpolu (Куп Србије у ватерполу), vaterpolsko klupsko natjecanje u Srbiji.

## Sezone
- 2006./07.: Partizan
- 2007./08.: Partizan
- 2008./09.: Partizan
- 2009./10.: Partizan
- 2010./11.: Partizan
- 2011./12.: Partizan
- 2012./13.: Crvena zvezda
- 2013./14.: Crvena zvezda
- 2014./15.: Radnički Kragujevac
- 2015./16.: Partizan
- 2016./17.: Partizan
- 2017./18.: Partizan
- 2018./19.: Šabac

### Uspješnost klubova
- Partizan - 9 puta pobjednik, 2 puta finalist
- Crvena zvezda - 2 puta pobjednik, 3 puta finalist
- Radnički Kragujevac - 1 put pobjednik, 3 puta finalist
- Šabac - 1 put pobjednik, 1 put finalist
- Vojvodina - 3 puta finalist
- Student - 1 put finalist